# اورارد هوم
اورارد هوم (انگلیسی: Everard Home; ۶ مهٔ ۱۷۵۶ – ۳۱ اوت ۱۸۳۲) زیست‌شناس، پزشک، جراح، و دیرین‌شناس اهل پادشاهی متحد بریتانیای کبیر و ایرلند بود.
وی همچنین برندهٔ جوایزی همچون همکار انجمن سلطنتی و مدال کاپلی شده‌است.